# Кочетова, Ольга Акимовна

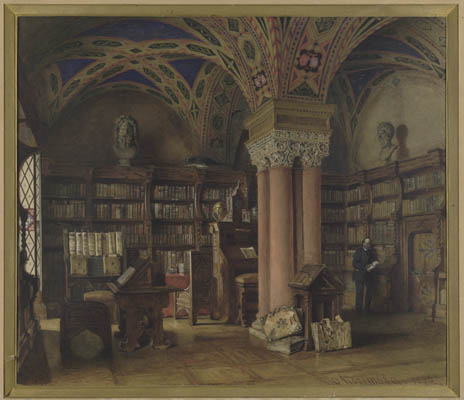
Кабинет Фауста в Императорской публичной библиотеке. О. Кочетова. 1880

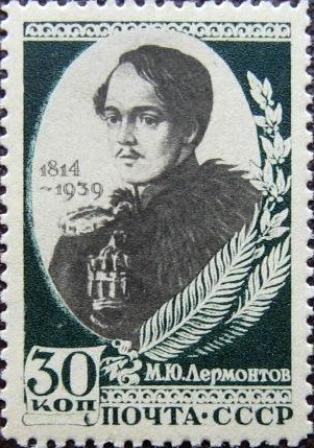
М. Ю. Лермонтов. Почтовая марка СССР, 1939. По рисунку О. А. Кочетовой

О́льга Аки́мовна Ко́четова (? — 1900) — русская художница.

## Биография
Родилась в Санкт-Петербурге. Занималась преимущественно акварельной живописью, училась в рисовальной школе Санкт-Петербургского общества поощрения художеств, получила все существовавшие награды школы.
Участвовала в выставках в залах Императорской академии художеств. В 1870 году была удостоена от Академии художеств звания неклассного художника за портрет Голубева («Господин с газетой»), в 1878 году — звания классного художника 3-й степени за акварели «Кабинет М. В. Дьяконова» и «Комнаты академика М. П. Боткина».
С 1881 года периодически участвовала в выставках Товарищества передвижных художественных выставок и Общества русских акварелистов.
С 1888 года содержала в Санкт-Петербурге курсы рисования, живописи и акварели, на которых сама преподавала.

## Творчество
Из других её работ пользовались популярностью виды средневекового зала в Императорской публичной библиотеке (был приобретён императором Александром II) и пяти зал и горниц в доме И. Громова.
Занималась литографией, ксилографией и гравюрой на меди, осваивала технику офорта под руководством А. И. Сомова.
Входила в Общество русских аквафортистов. Издала несколько компилятивных и переводных руководств по элементарному изучению искусства. Её рисунки репродуцировались в «Вестнике изящных искусств».
Исследователем русской гравюры Д. А. Ровинским в «Подробном словаре русских граверов XVI—XIX веков» (СПб., 1895—1896) описано её шестнадцать гравюр:
1. Грифонаж.
2. Утёнок, с подписью: «Оля|1866».
3. Заяц, с подписью: «О. Кочетова 1866».
4. Мальчик верхом на палке; подпись такая же.
5. Девушка смотрит вдаль, закрыв лицо рукою; кругом рамка в три линии. Подпись над рамою: «Ольга Кочетова 1871».
6. Тот же сюжет, доска меньше и без рамки. Подпись: «О. Кочетова — 1872 года».
7. Грифонаж: избушка, череп, собачка и женский профиль.
8. Бюст Лаокоона: «Laokoon».
9. Девочка одевает куклу.
10. Грот; сверху подпись: «Крым. О. Кочетова 1874».
11. Татарская сакля; татарин стоит на крыше и курит трубку; слева видны два пирамидальных тополя. Справа: «О. Кочетова | 1874». 5.2½ х 3.10.
12. Татарский колодезь; впереди две татарки, — одна сидит, другая стоит с кувшином в руке; третья уносит на плече кувшин: «О. Кочетова | 1874». 5.3 х 3.9½. — Этой доски 3 состояния. Обе доски отпечатаны в Альбоме русских аквафортистов, 1874 г.
13. «Парижский тряпичник». С карт. проф. Якоби. Приложение к 3 выпуску журнала Вестник Изящ. Искусств 1884 г.: «Paris | 1865». Этой доски есть 5 состояний.
14. «Амур, развязывающий Венере пояс» с Рейнольдса. Приложение к 4 выпус. журнала Вестник Изящ. Искусств 1885 г. Было несколько состояний доски; на одном из них начерчен портрет Рейнольдса.
15. Пейзаж: «Грав. О. Кочетова. С карт. проф. Орловского». 8.10 х 6.3. В 1-х отпеч. нет заднего плана; во 2-х прибавлен лес на заднем плане; в 3-х начато небо; в 4-х пройдена вода и пройдено все небо; в 5-х подпись: «Грав. О. Кочетова. С карт. проф. Орловского 1885». В 6-х доска усилена, особенно вода на первом плане, и на воде прибавлена подпись: «O.K. 1885»; в 7-х начерчена птица на поле; в 8-х для книги с типографскою подписью.
16. В Гатчинском парке: «Гравюра О. А. Кочетовой с картины В. Д. Орловского». В 1-х отпеч. на нижнем поле летящий голубь и год: 1885*; во 2-х то и другое счищено*. В журнале Вестник Изящ. Искусств выпуск 3-й 1886 года.
17. Женщина в феропьерке. В 1-х отпеч. на нижнем поле слева видны пробы резца*; во 2-х они счищены*.
18. Неоконченная доска: девушка с картиною.
19. Портрет мужчины (в очках), читающего газету. Неоконченная доска (очерком).